# 금남 백로 서식지
금남 백로 서식지(錦南 白鷺 捿息地)는 세종특별자치시 금남면 감성리에 있는 백로 서식지이다. 1989년 4월 20일 충청남도의 기념물 제71호로 지정되었다가, 2012년 12월 31일 세종특별자치시의 기념물 제3호로 재지정되었다.

## 개요
금남면의 백로서식지는 조선 시대부터 형성되어 현재까지 이어져 내려오는 것으로 전해진다. 백로는 백로과에 속하는 물새의 한 종류로 보통 날개길이 27cm, 꽁지 10cm가량이고 몸빛은 백색이나 눈 주위에 황백색을 띠며 긴 부리와 다리는 흑색, 발가락은 황녹색이다. 나무 위나 숲에 둥지를 짓고 4~5월경에 3~5개의 알을 낳고 연못, 논, 강가에서 물고기나 개구리를 잡아먹는다. 아시아, 유럽, 아프리카 등 전 세계에 약 100여종의 백로가 살고 있다.
금남면 감성리 일대는 약 500여년 전부터 백로들이 서식하기 시작했으며 왜가리 황로 등도 같이 같이 날아온다고 하는데, 많을 때는 5,000여 마리가 넘는다고 한다. 백로가 많을 때는 풍년이 들고 적을 때는 흉년이 든다고하여 마을 사람들이 앞장서서 이들을 보호하고 있다.

## 같이 보기
- 백로

## 참고 자료
- 금남 백로 서식지 - 국가유산청 국가유산포털